# Вешагурні
Вешагурні (груз. ვეშაგურნი) — село в Грузії.
За даними перепису населення 2014 року в селі проживає 24 особи.